# Фоссато-Серральта
Фоссато-Серральта (італ. Fossato Serralta, сиц. Fossatu) — муніципалітет в Італії, у регіоні Калабрія,  провінція Катандзаро.
Фоссато-Серральта розташоване на відстані близько 480 км на південний схід від Риму, 12 км на північ від Катандзаро.
Населення — 607 осіб (2014).
Щорічний фестиваль відбувається першої неділі серпня. Покровитель — Франциск із Паоли (San Francesco da Paola).

## Демографія
Населення за роками:

Станом на 1 січня 2023 року в муніципалітеті офіційно проживало 35 іноземців з 10 країн, серед них 16 громадян країн Євросоюзу та 1 громадянин України.

## Сусідні муніципалітети
- Альбі
- Чикала
- Джимільяно
- Пентоне
- Сорбо-Сан-Базіле
- Таверна